# ناو تورنادو

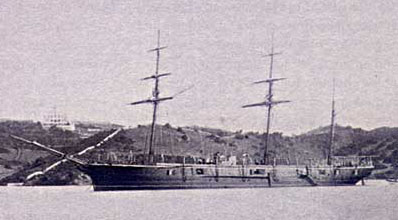
نمایی از یک فروند ناو تورنادو قبل از غرق‌شدن توسط حملهٔ هوایی ملی‌گرایان در طول جنگ داخلی اسپانیا. این ناو به عنوان یک کشتی انبار خدمت می‌کرد. - (۱۸۶۵)

ناو تورنادو (به انگلیسی: Spanish cruiser Tornado) یک کشتی است که طول آن ۲۱۳ فوت (۷۰,۴ متر) می‌باشد. این کشتی در سال ۱۸۶۳ ساخته شد.